# Pandanus pentagonos
Pandanus pentagonos är en enhjärtbladig växtart som beskrevs av Harold St.John. Pandanus pentagonos ingår i släktet Pandanus och familjen Pandanaceae. Inga underarter finns listade.